# Emerald Bay (Teksas)
Emerald Bay je naseljeno mjesto za statističke potrebe u američkoj saveznoj državi Teksas. Prema popisu stanovništva iz 2010. u njemu je živjelo 1.047 stanovnika.